# Opotsjka
Opotsjka (russisk: Опочка) er en by i Pskov oblast i Rusland. Opotsjka har et indbyggertal på 9.928 (2021). 

## Geografi
Byen ligger omkring 130 kilometer syd Pskov ved floden Velikaja, den største biflod til Peipus-søen.
Opotsjka er det administrative centrum for rajonen af samme navn.
Den nærmeste jernbanestation ligger 60 km mod sydøst i Pustosjka. Jernbanestrækningen åbnede i 1901 jernbanen som en del af ruten Moskva-Riga. M20 motorvejen fra Sankt Petersborg til Nevel går igennem Opotsjka og fortsætte gennem Hviderusland til Ukraine (Kijev, Odessa).
Arkitekten Lev Rudnev er født i Opotsjka.